# Gonatocerus silhouettae
Gonatocerus silhouettae is een vliesvleugelig insect uit de familie Mymaridae. De wetenschappelijke naam is voor het eerst geldig gepubliceerd in 1917 door Masi.